# Station Kraków Zabłocie
Station Kraków Zabłocie is een spoorwegstation in de Poolse plaats Krakau.